# Jeron Khalsa
Jeron Khalsa é uma cidade e uma nagar panchayat no distrito de Tikamgarh, no estado indiano de Madhya Pradesh.

## Demografia
Segundo o censo de 2001, Jeron Khalsa tinha uma população de 8297 habitantes. Os indivíduos do sexo masculino constituem 53% da população e os do sexo feminino 47%. Jeron Khalsa tem uma taxa de literacia de 42%, inferior à média nacional de 59,5%: a literacia no sexo masculino é de 54% e no sexo feminino é de 29%. Em Jeron Khalsa, 18% da população está abaixo dos 6 anos de idade.